# Emil Kramer
Emil Kramer (ur. 14 listopada 1979 w Mariestadzie, zm. 9 grudnia 2009) – szwedzki żużlowiec.

## Kariera sportowa
Dwukrotny brązowy medalista indywidualnych mistrzostw Szwecji młodzików (1994, 1995). Srebrny medalista młodzieżowych indywidualnych mistrzostw Szwecji (Målilla 2000). Trzykrotny medalista drużynowych mistrzostw Szwecji: dwukrotnie złoty (1996, 2009) oraz brązowy (1997). Dwukrotny Finalista indywidualnych mistrzostw Szwecji (Hagfors 2003 – XIX miejsce, Vetlanda 2005 – XIV miejsce).
Reprezentant Szwecji na arenie międzynarodowej. Finalista indywidualnych mistrzostw świata juniorów (Gorzów Wielkopolski 2000 – VII miejsce).
W lidze szwedzkiej reprezentował barwy klubów: Örnarna Mariestad (1996–2005, 2008–2009), Smederna Eskilstuna (2001), VMS Elit Vetlanda (2003), Falkarna Mariestad (2003), Valsarna Hagfors (2006–2007), Lejonen Gislaved (2009) oraz Gnistorna Malmö (2009), w brytyjskiej – King’s Lynn Stars (2002), Hull Vikings (2002–2005), Oxford Cheetahs (2003–2005) oraz Somerset Rebels (2006–2009), w niemieckiej – SC Neuenknick (2005), natomiast w polskiej – Orzeł Łódź (2008).
Zginął w wypadku drogowym, prowadzony przez niego samochód wypadł z drogi.